# 熊本県道225号山西大津線
熊本県道225号山西大津線（くまもとけんどう225ごう やまにしおおづせん）は、熊本県阿蘇郡西原村から菊池郡大津町に至る一般県道である。

## 概要
西原村に急カーブが、大津町に道幅の狭い区間がそれぞれある。なお、全線にわたり大型車も通行するため走行の際は十分な注意が必要。

### 路線データ
- 起点：熊本県阿蘇郡西原村大字小森（熊本県道28号熊本高森線交点）
- 終点：熊本県菊池郡大津町大字引水（ミルクロード入口交差点、国道57号交点、熊本県道339号北外輪山大津線終点）

## 路線状況

### 重複区間
- 熊本県道207号瀬田竜田線（菊池郡大津町大字森）

## 地理

### 通過する自治体
- 阿蘇郡西原村
- 菊池郡大津町

### 交差する道路
| 交差する道路                         | 市町村名 | 市町村名 | 交差する場所 | 交差する場所                  |
| ------------------------------------ | -------- | -------- | ------------ | ----------------------------- |
| 熊本県道28号熊本高森線               | 阿蘇郡   | 西原村   | 大字小森     | 起点                          |
| 熊本県道145号瀬田熊本線              | 菊池郡   | 大津町   | 大字錦野     |                               |
| 熊本県道207号瀬田竜田線 重複区間起点 | 菊池郡   | 大津町   | 大字森       |                               |
| 熊本県道207号瀬田竜田線 重複区間終点 | 菊池郡   | 大津町   | 大字森       |                               |
| 国道57号 熊本県道339号北外輪山大津線 | 菊池郡   | 大津町   | 大字引水     | ミルクロード入口交差点 / 終点 |

### 交差する鉄道
- 豊肥本線

### 沿線
- 白川
- 大津町運動公園